# Llista de topònims de Santa Eulàlia de Riuprimer
Llista de topònims (noms propis de lloc) del municipi de Santa Eulàlia de Riuprimer, a Osona
Informació actualitzada per un bot. Els canvis manuals es perdran quan s'actualitzi!

## barraca de vinya
| imatge | Nom                           | Ubicat a                   | instància de     | Detalls                                  | coordenades                                                              | Protecció | Commons (més fotos) | Dades a WD                    |
| ------ | ----------------------------- | -------------------------- | ---------------- | ---------------------------------------- | ------------------------------------------------------------------------ | --------- | ------------------- | ----------------------------- |
|        | Barraca Ventallola            | Santa Eulàlia de Riuprimer | barraca de vinya | Estil: arquitectura popular 19th century | 41° 54′ 55″ N, 2° 11′ 00″ E / 41.91514°N,2.18331°E ca:Puig de Ventallola |           |                     | Modifica les dades a Wikidata |
|        | barraca de Mn. Alfons Bonvehí | Santa Eulàlia de Riuprimer | barraca de vinya | Estil: arquitectura popular 1936         | 41° 53′ 51″ N, 2° 12′ 01″ E / 41.89745°N,2.20033°E ca:Pla del Sord       |           |                     | Modifica les dades a Wikidata |

## casa
| imatge | Nom                                               | Ubicat a                   | instància de | Detalls                                  | coordenades                                                                    | Protecció | Commons (més fotos) | Dades a WD                    |
| ------ | ------------------------------------------------- | -------------------------- | ------------ | ---------------------------------------- | ------------------------------------------------------------------------------ | --------- | ------------------- | ----------------------------- |
|        | Ca L'Escaldat                                     | Santa Eulàlia de Riuprimer | casa         | Estil: arquitectura popular 18th century | 41° 54′ 30″ N, 2° 11′ 20″ E / 41.90844°N,2.18896°E ca:C/ Nou, 18               |           |                     | Modifica les dades a Wikidata |
|        | Can Xemener                                       | Santa Eulàlia de Riuprimer | casa         | Estil: arquitectura popular              | 41° 54′ 30″ N, 2° 11′ 17″ E / 41.90836°N,2.18816°E ca:C/ Nou, 34               |           |                     | Modifica les dades a Wikidata |
|        | Casa Pepa                                         | Santa Eulàlia de Riuprimer | casa         | Estil: arquitectura popular 20th century | 41° 54′ 38″ N, 2° 11′ 20″ E / 41.91053°N,2.18902°E ca:Carrer de Baix           |           |                     | Modifica les dades a Wikidata |
|        | Casa natalícia de Josep Mª Cases i Deordal        | Santa Eulàlia de Riuprimer | casa         |                                          | 41° 54′ 38″ N, 2° 11′ 21″ E / 41.91056°N,2.18915°E ca:Carrer del Puig, 2       |           |                     | Modifica les dades a Wikidata |
|        | casa de Can Riera (Fàbrica de Llonganisses Magem) | Santa Eulàlia de Riuprimer | casa         | Estil: arquitectura popular 19th century | 41° 54′ 30″ N, 2° 11′ 20″ E / 41.9083°N,2.18889°E ca:C/ Nou, 25-27             |           |                     | Modifica les dades a Wikidata |
|        | casa de la Plaça de l'Església                    | Santa Eulàlia de Riuprimer | casa         | Estil: arquitectura popular              | 41° 54′ 37″ N, 2° 11′ 19″ E / 41.91029°N,2.1885°E ca:Plaça de l'Església, 5    |           |                     | Modifica les dades a Wikidata |
|        | casa de la Plaça de l'Església, 2                 | Santa Eulàlia de Riuprimer | casa         |                                          | 41° 54′ 37″ N, 2° 11′ 20″ E / 41.9104°N,2.18881°E ca:Plaça de l'Església, 5-15 |           |                     | Modifica les dades a Wikidata |
|        | casa del C/ de Baix, 3                            | Santa Eulàlia de Riuprimer | casa         | Estil: modernisme català 20th century    | 41° 54′ 38″ N, 2° 11′ 19″ E / 41.91052°N,2.18873°E ca:Centre urbà              |           |                     | Modifica les dades a Wikidata |
|        | casa del C/ de Balmes, 4                          | Santa Eulàlia de Riuprimer | casa         | Estil: arquitectura popular 18th century | 41° 54′ 36″ N, 2° 11′ 19″ E / 41.91011°N,2.1887°E ca:Centre Urbà               |           |                     | Modifica les dades a Wikidata |
|        | casa del C/ del Pont, 13                          | Santa Eulàlia de Riuprimer | casa         | 1863                                     | 41° 54′ 32″ N, 2° 11′ 23″ E / 41.90898°N,2.18982°E ca:C/ del Pont, 13          |           |                     | Modifica les dades a Wikidata |
|        | casa del Carrer del Sol, 19-21                    | Santa Eulàlia de Riuprimer | casa         | Estil: arquitectura popular 19th century | 41° 54′ 43″ N, 2° 11′ 17″ E / 41.91188°N,2.18795°E ca:C/ Carrer del Sol, 19-21 |           |                     | Modifica les dades a Wikidata |

## element arquitectònic
| imatge | Nom                        | Ubicat a                   | instància de                 | Detalls                                  | coordenades                                                          | Protecció | Commons (més fotos) | Dades a WD                    |
| ------ | -------------------------- | -------------------------- | ---------------------------- | ---------------------------------------- | -------------------------------------------------------------------- | --------- | ------------------- | ----------------------------- |
|        | Llinda C/ del Pont, 21     | Santa Eulàlia de Riuprimer | element arquitectònic llinda | Estil: arquitectura popular 18th century | 41° 54′ 33″ N, 2° 11′ 25″ E / 41.90903°N,2.19018°E ca:Barri del Pont |           |                     | Modifica les dades a Wikidata |
|        | Mosaïc casa del C/ del Sol | Santa Eulàlia de Riuprimer | element arquitectònic        | 20th century                             | 41° 54′ 44″ N, 2° 11′ 22″ E / 41.91225°N,2.18945°E ca:C/ del Sol, 62 |           |                     | Modifica les dades a Wikidata |

## església
| imatge | Nom                                    | Ubicat a                   | instància de     | Detalls                                                                  | coordenades                                                                       | Protecció                                  | Commons (més fotos)                               | Dades a WD                    |
| ------ | -------------------------------------- | -------------------------- | ---------------- | ------------------------------------------------------------------------ | --------------------------------------------------------------------------------- | ------------------------------------------ | ------------------------------------------------- | ----------------------------- |
|        | capella de Torroella                   | Santa Eulàlia de Riuprimer | església capella | Estil: arquitectura eclèctica                                            | 41° 54′ 29″ N, 2° 11′ 45″ E / 41.90814°N,2.195872°E ca:Masia Torroella 570 msnm   | bé integrant del patrimoni cultural català |                                                   | Modifica les dades a Wikidata |
|        | capella de la Sagrada Família          | Santa Eulàlia de Riuprimer | església capella | Estil: arquitectura popular                                              | 41° 54′ 37″ N, 2° 09′ 27″ E / 41.910155°N,2.157465°E ca:Masia Torrents 677 msnm   | bé integrant del patrimoni cultural català |                                                   | Modifica les dades a Wikidata |
|        | església de Santa Eulàlia de Riuprimer | Santa Eulàlia de Riuprimer | església         | Estil: arquitectura romànica arquitectura barroca arquitectura eclèctica | 41° 54′ 37″ N, 2° 11′ 20″ E / 41.910331°N,2.188949°E ca:Plaça de l'Església, 5-15 | bé integrant del patrimoni cultural català | Església parroquial de Santa Eulàlia de Riuprimer | Modifica les dades a Wikidata |

## font
| imatge | Nom                | Ubicat a                   | instància de | Detalls      | coordenades                                                                | Protecció | Commons (més fotos) | Dades a WD                    |
| ------ | ------------------ | -------------------------- | ------------ | ------------ | -------------------------------------------------------------------------- | --------- | ------------------- | ----------------------------- |
|        | font de Cal Ferrer | Santa Eulàlia de Riuprimer | font         | 20th century | 41° 54′ 38″ N, 2° 11′ 20″ E / 41.9106°N,2.18897°E ca:Carrer del Puig       |           |                     | Modifica les dades a Wikidata |
|        | font de Torroella  | Santa Eulàlia de Riuprimer | font         |              | 41° 54′ 28″ N, 2° 11′ 35″ E / 41.9079°N,2.19315°E ca:Mas Torroella         |           |                     | Modifica les dades a Wikidata |
|        | font de les Planes | Santa Eulàlia de Riuprimer | font         |              | 41° 54′ 28″ N, 2° 11′ 34″ E / 41.9078°N,2.19279°E ca:Resclosa de Torroella |           |                     | Modifica les dades a Wikidata |

## llinda
| imatge | Nom                               | Ubicat a                   | instància de                 | Detalls                                  | coordenades                                                                          | Protecció | Commons (més fotos) | Dades a WD                    |
| ------ | --------------------------------- | -------------------------- | ---------------------------- | ---------------------------------------- | ------------------------------------------------------------------------------------ | --------- | ------------------- | ----------------------------- |
|        | Llinda C/ del Puig, 22            | Santa Eulàlia de Riuprimer | llinda element arquitectònic | Estil: arquitectura popular 18th century | 41° 54′ 41″ N, 2° 11′ 18″ E / 41.91144°N,2.18846°E ca:Centre urbà                    |           |                     | Modifica les dades a Wikidata |
|        | Llinda C/ del Puig, 9             | Santa Eulàlia de Riuprimer | llinda element arquitectònic |                                          | 41° 54′ 40″ N, 2° 11′ 19″ E / 41.91112°N,2.18853°E ca:Carrer del Puig, 9             |           |                     | Modifica les dades a Wikidata |
|        | Llinda de C/ del Puig, 5          | Santa Eulàlia de Riuprimer | llinda element arquitectònic | Estil: arquitectura popular 12nd century | 41° 54′ 38″ N, 2° 11′ 20″ E / 41.91066°N,2.18889°E ca:C/ Puig, 5                     |           |                     | Modifica les dades a Wikidata |
|        | Llinda de Ca La Sion              | Santa Eulàlia de Riuprimer | llinda element arquitectònic | Estil: arquitectura popular 18th century | 41° 54′ 42″ N, 2° 11′ 18″ E / 41.91157°N,2.18833°E ca:C/ del Puig, 26                |           |                     | Modifica les dades a Wikidata |
|        | Llinda finestra C/ de Baix, 2     | Santa Eulàlia de Riuprimer | llinda element arquitectònic | Estil: arquitectura popular 18th century | 41° 54′ 38″ N, 2° 11′ 20″ E / 41.9105°N,2.18896°E ca:Centre Urbà                     |           |                     | Modifica les dades a Wikidata |
|        | Llinda finestra C/ del Sol, 19-21 | Santa Eulàlia de Riuprimer | llinda element arquitectònic | 19th century                             | 41° 54′ 43″ N, 2° 11′ 17″ E / 41.91188°N,2.18795°E ca:Casa del Carrer del Sol, 19-21 |           |                     | Modifica les dades a Wikidata |

## masia
| imatge | Nom                 | Ubicat a                   | instància de | Detalls                                  | coordenades                                                                           | Protecció                                  | Commons (més fotos)                         | Dades a WD                    |
| ------ | ------------------- | -------------------------- | ------------ | ---------------------------------------- | ------------------------------------------------------------------------------------- | ------------------------------------------ | ------------------------------------------- | ----------------------------- |
|        | Cal Cotillaire      | Santa Eulàlia de Riuprimer | masia        |                                          | 41° 55′ 29″ N, 2° 10′ 32″ E / 41.9247765923496°N,2.17547283813416°E                   |                                            |                                             | Modifica les dades a Wikidata |
|        | Can Canadell        | Santa Eulàlia de Riuprimer | masia        |                                          | 41° 55′ 07″ N, 2° 10′ 41″ E / 41.9186250440438°N,2.17798799977933°E                   |                                            |                                             | Modifica les dades a Wikidata |
|        | Can Cotillaire      | Santa Eulàlia de Riuprimer | masia        |                                          | 41° 55′ 26″ N, 2° 10′ 33″ E / 41.9238508943696°N,2.17575008212594°E                   |                                            |                                             | Modifica les dades a Wikidata |
|        | Can Cruselles       | Santa Eulàlia de Riuprimer | masia        |                                          | 41° 55′ 29″ N, 2° 12′ 33″ E / 41.924788791842°N,2.20921768746441°E                    |                                            |                                             | Modifica les dades a Wikidata |
|        | Can Tió             | Santa Eulàlia de Riuprimer | masia        |                                          | 41° 54′ 55″ N, 2° 11′ 35″ E / 41.9152644340025°N,2.19306820901694°E                   |                                            |                                             | Modifica les dades a Wikidata |
|        | Caseta de la Morera | Santa Eulàlia de Riuprimer | masia        |                                          | 41° 55′ 08″ N, 2° 12′ 24″ E / 41.9188169889847°N,2.20655396550495°E                   |                                            |                                             | Modifica les dades a Wikidata |
|        | Codina              | Santa Eulàlia de Riuprimer | masia        | Estil: arquitectura popular              | 41° 54′ 59″ N, 2° 10′ 24″ E / 41.916415°N,2.173444°E                                  | bé integrant del patrimoni cultural català |                                             | Modifica les dades a Wikidata |
|        | Mas La Roureda      | Santa Eulàlia de Riuprimer | masia        | Estil: arquitectura popular 16th century | 41° 54′ 42″ N, 2° 11′ 49″ E / 41.91177°N,2.19704°E ca:Pla de Mas Camps                |                                            |                                             | Modifica les dades a Wikidata |
|        | Mas Roca les Planes | Santa Eulàlia de Riuprimer | masia        |                                          | 41° 54′ 31″ N, 2° 11′ 27″ E / 41.9085299051842°N,2.190862135296°E 569 msnm            |                                            |                                             | Modifica les dades a Wikidata |
|        | Mas Ventallola      | Santa Eulàlia de Riuprimer | masia        | Estil: arquitectura popular              | 41° 54′ 45″ N, 2° 11′ 14″ E / 41.912586°N,2.187143°E                                  | bé integrant del patrimoni cultural català | Mas Ventallola (Santa Eulàlia de Riuprimer) | Modifica les dades a Wikidata |
|        | Masgem              | Santa Eulàlia de Riuprimer | masia        | Estil: arquitectura popular              | 41° 55′ 11″ N, 2° 10′ 31″ E / 41.919838°N,2.175149°E                                  | bé integrant del patrimoni cultural català |                                             | Modifica les dades a Wikidata |
|        | Pla del Mig         | Santa Eulàlia de Riuprimer | masia        | Estil: arquitectura popular              | 41° 54′ 24″ N, 2° 10′ 14″ E / 41.90672°N,2.170467°E                                   | bé integrant del patrimoni cultural català |                                             | Modifica les dades a Wikidata |
|        | Pont del Ca         | Santa Eulàlia de Riuprimer | masia        | 18th century                             | 41° 55′ 12″ N, 2° 12′ 15″ E / 41.9199442180764°N,2.20415222099523°E ca:Pla de Palou   |                                            |                                             | Modifica les dades a Wikidata |
|        | Prats               | Santa Eulàlia de Riuprimer | masia        |                                          | 41° 54′ 14″ N, 2° 09′ 01″ E / 41.9039234288175°N,2.15039851568687°E                   |                                            |                                             | Modifica les dades a Wikidata |
|        | Serra-seca          | Santa Eulàlia de Riuprimer | masia        |                                          | 41° 55′ 35″ N, 2° 10′ 10″ E / 41.926309679263°N,2.16949511991672°E                    |                                            |                                             | Modifica les dades a Wikidata |
|        | Torrents            | Santa Eulàlia de Riuprimer | masia        | Estil: arquitectura popular              | 41° 54′ 36″ N, 2° 09′ 28″ E / 41.909962°N,2.157712°E                                  | bé integrant del patrimoni cultural català |                                             | Modifica les dades a Wikidata |
|        | el Marcer           | Santa Eulàlia de Riuprimer | masia        |                                          | 41° 55′ 30″ N, 2° 12′ 56″ E / 41.9249307923278°N,2.21547530002741°E                   |                                            |                                             | Modifica les dades a Wikidata |
|        | el Mitjà            | Santa Eulàlia de Riuprimer | masia        | Estil: arquitectura popular 13rd century | 41° 55′ 26″ N, 2° 12′ 19″ E / 41.923996°N,2.205324°E ca:Pla de Palou                  | bé integrant del patrimoni cultural català |                                             | Modifica les dades a Wikidata |
|        | el Pla d'Amunt      | Santa Eulàlia de Riuprimer | masia        |                                          | 41° 54′ 25″ N, 2° 10′ 12″ E / 41.9069578483204°N,2.16998713454751°E                   |                                            |                                             | Modifica les dades a Wikidata |
|        | el Pla d'Avall      | Santa Eulàlia de Riuprimer | masia        |                                          | 41° 54′ 24″ N, 2° 11′ 03″ E / 41.9065285364276°N,2.18423196485495°E                   |                                            |                                             | Modifica les dades a Wikidata |
|        | el Pujol            | Santa Eulàlia de Riuprimer | masia        |                                          | 41° 55′ 22″ N, 2° 12′ 45″ E / 41.922745221005°N,2.212563627466°E                      |                                            |                                             | Modifica les dades a Wikidata |
|        | el Soler            | Santa Eulàlia de Riuprimer | masia        | Estil: arquitectura popular 12nd century | 41° 54′ 37″ N, 2° 11′ 23″ E / 41.910243°N,2.189824°E ca:C/ del Soler, 3               | bé integrant del patrimoni cultural català |                                             | Modifica les dades a Wikidata |
|        | el Sord             | Santa Eulàlia de Riuprimer | masia        | Estil: arquitectura popular              | 41° 53′ 55″ N, 2° 12′ 02″ E / 41.898691014228°N,2.20064280351059°E ca:Serrat del Sord |                                            |                                             | Modifica les dades a Wikidata |
|        | el Vilà             | Santa Eulàlia de Riuprimer | masia        | Estil: arquitectura popular              | 41° 54′ 56″ N, 2° 09′ 54″ E / 41.915453°N,2.164973°E                                  | bé integrant del patrimoni cultural català |                                             | Modifica les dades a Wikidata |
|        | la Guàrdia          | Santa Eulàlia de Riuprimer | masia        |                                          | 41° 54′ 20″ N, 2° 08′ 56″ E / 41.9056686726734°N,2.14890444797421°E                   |                                            |                                             | Modifica les dades a Wikidata |
|        | la Morera           | Santa Eulàlia de Riuprimer | masia        | Estil: arquitectura popular 13rd century | 41° 55′ 01″ N, 2° 12′ 07″ E / 41.9170653542768°N,2.20202943911679°E ca:Pla de Palou   |                                            |                                             | Modifica les dades a Wikidata |
|        | la Pasqualia        | Santa Eulàlia de Riuprimer | masia        | 16th century                             | 41° 54′ 13″ N, 2° 10′ 25″ E / 41.9036510660302°N,2.17355043953378°E ca:Els Plans      |                                            |                                             | Modifica les dades a Wikidata |
|        | la Riera            | Santa Eulàlia de Riuprimer | masia        | Estil: arquitectura popular              | 41° 54′ 18″ N, 2° 11′ 00″ E / 41.905067°N,2.183329°E                                  | bé integrant del patrimoni cultural català |                                             | Modifica les dades a Wikidata |
|        | la Vila             | Santa Eulàlia de Riuprimer | masia        | Estil: arquitectura popular 18th century | 41° 55′ 32″ N, 2° 12′ 22″ E / 41.925683°N,2.206105°E ca:Pla de Palou                  | bé integrant del patrimoni cultural català |                                             | Modifica les dades a Wikidata |
|        | les Comunes         | Santa Eulàlia de Riuprimer | masia        |                                          | 41° 54′ 06″ N, 2° 11′ 26″ E / 41.901699681503°N,2.19041790976713°E                    |                                            |                                             | Modifica les dades a Wikidata |

## monument
| imatge | Nom                                                | Ubicat a                   | instància de  | Detalls                     | coordenades                                                                | Protecció                                            | Commons (més fotos) | Dades a WD                    |
| ------ | -------------------------------------------------- | -------------------------- | ------------- | --------------------------- | -------------------------------------------------------------------------- | ---------------------------------------------------- | ------------------- | ----------------------------- |
|        | Monument al Dr. Llorenç Tomàs i Costa              | Santa Eulàlia de Riuprimer | monument      | 20th century                | 41° 54′ 37″ N, 2° 11′ 22″ E / 41.91023°N,2.18936°E ca:Plaça de la Rectoria |                                                      |                     | Modifica les dades a Wikidata |
|        | Monument als caiguts                               | Santa Eulàlia de Riuprimer | monument      | 20th century                | 41° 54′ 53″ N, 2° 11′ 13″ E / 41.91474°N,2.18701°E ca:Carrer de Dalt, 3    |                                                      |                     | Modifica les dades a Wikidata |
|        | Monument de 30 anys de la festa del barri del pont | Santa Eulàlia de Riuprimer | monument      | 2008                        | 41° 54′ 31″ N, 2° 11′ 23″ E / 41.90872°N,2.18982°E ca:Barri del Pont       |                                                      |                     | Modifica les dades a Wikidata |
|        | la Torreferrada                                    | Santa Eulàlia de Riuprimer | monument casa | Estil: arquitectura popular | 41° 54′ 42″ N, 2° 10′ 30″ E / 41.9118°N,2.17488°E                          | bé d'interès cultural bé cultural d'interès nacional |                     | Modifica les dades a Wikidata |

## muntanya
| imatge | Nom        | Ubicat a                                          | instància de | Detalls | coordenades                                                | Protecció | Commons (més fotos) | Dades a WD                    |
| ------ | ---------- | ------------------------------------------------- | ------------ | ------- | ---------------------------------------------------------- | --------- | ------------------- | ----------------------------- |
|        | Puig-oriol | Santa Eulàlia de Riuprimer Sant Bartomeu del Grau | muntanya     |         | 41° 55′ 03″ N, 2° 08′ 49″ E / 41.9176°N,2.14706°E 869 msnm |           |                     | Modifica les dades a Wikidata |
|        | la Pinassa | Santa Eulàlia de Riuprimer                        | muntanya     |         | 41° 53′ 56″ N, 2° 09′ 28″ E / 41.8988°N,2.1579°E 846 msnm  |           |                     | Modifica les dades a Wikidata |

## pont
| imatge | Nom                               | Ubicat a                   | instància de | Detalls                                     | coordenades                                                              | Protecció                                  | Commons (més fotos)  | Dades a WD                    |
| ------ | --------------------------------- | -------------------------- | ------------ | ------------------------------------------- | ------------------------------------------------------------------------ | ------------------------------------------ | -------------------- | ----------------------------- |
|        | Pont a Santa Eulàlia de Riuprimer | Santa Eulàlia de Riuprimer | pont         | Estil: arquitectura popular Travessa: Mèder | 41° 54′ 32″ N, 2° 11′ 24″ E / 41.908827°N,2.189895°E ca:S del nucli urbà | bé integrant del patrimoni cultural català |                      | Modifica les dades a Wikidata |
|        | Pont sobre el Dalmau              | Santa Eulàlia de Riuprimer | pont         | Estil: arquitectura popular                 | 41° 54′ 03″ N, 2° 10′ 58″ E / 41.90075°N,2.18275°E ca:SO del nucli urbà  | bé integrant del patrimoni cultural català | Pont sobre el Dalmau | Modifica les dades a Wikidata |

## serra
| imatge | Nom                   | Ubicat a                              | instància de | Detalls | coordenades                                                   | Protecció | Commons (més fotos) | Dades a WD                    |
| ------ | --------------------- | ------------------------------------- | ------------ | ------- | ------------------------------------------------------------- | --------- | ------------------- | ----------------------------- |
|        | Serrat de la Minyona  | Muntanyola Santa Eulàlia de Riuprimer | serra        |         | 41° 53′ 55″ N, 2° 09′ 28″ E / 41.898544°N,2.157679°E 876 msnm |           |                     | Modifica les dades a Wikidata |
|        | Serrat de les Comunes | Muntanyola Santa Eulàlia de Riuprimer | serra        |         | 41° 53′ 57″ N, 2° 11′ 28″ E / 41.8993°N,2.19108°E 730 msnm    |           |                     | Modifica les dades a Wikidata |

## Misc
| imatge | Nom                                                       | Ubicat a                                  | instància de                                                                   | Detalls                        | coordenades                                                                                              | Protecció                                            | Commons (més fotos) | Dades a WD                    |
| ------ | --------------------------------------------------------- | ----------------------------------------- | ------------------------------------------------------------------------------ | ------------------------------ | --- | ---------------------------------------------------- | ------------------- | ----------------------------- |
|        | Castell de Torroella                                      | Santa Eulàlia de Riuprimer                | castell                                                                        | 11st century                   | 41° 54′ 30″ N, 2° 11′ 46″ E / 41.908336°N,2.196169°E ca:Riba dreta del riu Mèder 568 msnm                | bé d'interès cultural bé cultural d'interès nacional |                     | Modifica les dades a Wikidata |
|        | Forn del Roure Gros                                       | Santa Eulàlia de Riuprimer                | edifici                                                                        |                                | 41° 54′ 46″ N, 2° 11′ 36″ E / 41.91278°N,2.19338°E ca:Santa Eulàlia de Riuprimer                         |                                                      |                     | Modifica les dades a Wikidata |
|        | Guixera de Can Corretja                                   | Santa Eulàlia de Riuprimer                | pedrera                                                                        | 20th century                   | 41° 54′ 54″ N, 2° 11′ 18″ E / 41.91494°N,2.18824°E ca:A l'Est del municipi                               |                                                      |                     | Modifica les dades a Wikidata |
|        | Guixera de la Rovira                                      | Santa Eulàlia de Riuprimer                | algepsar                                                                       |                                | 41° 54′ 56″ N, 2° 11′ 17″ E / 41.91542°N,2.18806°E ca:Zona nord del municipi                             |                                                      |                     | Modifica les dades a Wikidata |
|        | Molí de Torroella                                         | Santa Eulàlia de Riuprimer                | molí d'aigua                                                                   | Estil: arquitectura popular    | 41° 54′ 33″ N, 2° 11′ 44″ E / 41.9090849475333°N,2.19550929994308°E ca:Mas Torroella 551 msnm            |                                                      |                     | Modifica les dades a Wikidata |
|        | Mèder                                                     | Muntanyola Santa Eulàlia de Riuprimer Vic | curs d'aigua                                                                   | Desemboca: Gurri Llarg: 14.5km | 41° 53′ 29″ N, 2° 09′ 00″ E / 41.891481°N,2.14987°E 41° 55′ 32″ N, 2° 16′ 00″ E / 41.925422°N,2.266696°E |                                                      | Mèder River         | Modifica les dades a Wikidata |
|        | Parc de Ventallola                                        | Santa Eulàlia de Riuprimer                | jardí públic                                                                   | 2015                           | 41° 54′ 49″ N, 2° 11′ 20″ E / 41.91355°N,2.18888°E ca:Nucli urbà                                         |                                                      |                     | Modifica les dades a Wikidata |
|        | Pedra de l'EsteladaPedra de l'EsteladaPedra de l'Estelada | Santa Eulàlia de Riuprimer                | obra escultòrica                                                               | 2012                           | 41° 54′ 42″ N, 2° 11′ 30″ E / 41.91174°N,2.19156°E ca:Plaça de l'Onze de Septembre                       |                                                      |                     | Modifica les dades a Wikidata |
|        | Placa commemorativa dedicada a Josep Mª Cases i Deordal   | Santa Eulàlia de Riuprimer                | placa commemorativa element arquitectònic                                      | 20th century                   | 41° 54′ 38″ N, 2° 11′ 21″ E / 41.91056°N,2.18915°E ca:Nucli urbà                                         |                                                      |                     | Modifica les dades a Wikidata |
|        | Rectoria de Santa Eulàlia de Riuprimer                    | Santa Eulàlia de Riuprimer                | rectoria                                                                       | Estil: arquitectura popular    | 41° 54′ 37″ N, 2° 11′ 21″ E / 41.91015376918542°N,2.189285383375104°E ca:Plaça de la Rectoria            | bé integrant del patrimoni cultural català           |                     | Modifica les dades a Wikidata |
|        | Resclosa de Torroella                                     | Santa Eulàlia de Riuprimer                | resclosa                                                                       |                                | 41° 54′ 28″ N, 2° 11′ 32″ E / 41.90786°N,2.19234°E ca:Mas Torroella                                      |                                                      |                     | Modifica les dades a Wikidata |
|        | Santa Eulàlia de Riuprimer                                | Santa Eulàlia de Riuprimer                | entitat singular de població capital municipal ens local històric de Catalunya | 1486 hab                       | 41° 54′ 38″ N, 2° 11′ 21″ E / 41.91058°N,2.18903°E 569 msnm                                              |                                                      |                     | Modifica les dades a Wikidata |
|        | casa consistorial de Santa Eulàlia de Riuprimer           | Santa Eulàlia de Riuprimer                | casa consistorial                                                              |                                | 41° 54′ 40″ N, 2° 11′ 16″ E / 41.9110726°N,2.1879013°E                                                   |                                                      |                     | Modifica les dades a Wikidata |
|        | el Roure Gros                                             | Santa Eulàlia de Riuprimer                | arbre singular                                                                 |                                | 41° 54′ 46″ N, 2° 11′ 37″ E / 41.9127°N,2.19364°E ca:Al costat de la depuradora municipal d'aigües       |                                                      |                     | Modifica les dades a Wikidata |